# Товчигречка Дмитро Іванович
Дмитро́ Іва́нович Товчигре́чка (нар. 28 лютого 1984, Кривий Ріг, Дніпропетровська область, Україна — пом. 6 травня 2021, Новотроїцьке, Донецька область, Україна) — старший солдат Збройних сил України, механік-водій, учасник російсько-української війни. Позивний «Грек».

## Життєпис
Народився 28 лютого 1984 року у місті Кривий Ріг Дніпропетровської області. Навчався в Криворізькій загальноосвітній школі I—III ступенів № 48 (нині Криворізька гімназія № 48) та в Криворізькій загальноосвітній школі I—II ступенів № 106. Після закінчення 9-го класу вступив до професійно-технічного училища № 39. Згодом працював на збагачувальній фабриці № 1 на Північному гірничо-збагачувальному комбінаті.

### Російсько-українська війна
21 січня 2021 року підписав контракт зі Збройними силами України та потрапив до 93-ї окремої механізованої бригади «Холодний Яр». Обіймав посаду механіка-водія 3-го відділення 1-го взводу 1-ї роти 1-го батальйону 93 ОМБр.
Загинув 6 травня 2021 року під час своєї першої ротації в зону бойових дій внаслідок ворожого обстрілу з РПГ і стрілецької зброї позицій бригади в районі селища Новотроїцьке Волноваського району Донецької області.
Похований 10 травня на Алеї Слави кладовища «Північне» у Кривому Розі. У Дмитра Товигречка залишилися мати, дружина та двоє дітей.

## Нагороди та відзнаки
- Медаль «Захиснику Вітчизни» — за особисту мужність і самовіддані дії, виявлені у захисті державного суверенітету та територіальної цілісності України[7];
- Відзнака «За заслуги перед містом» III ступеня (посмертно)[1].